# Décembre 1947

## Évènements
- Viêt Nam : le gouvernement français choisit de négocier avec l’empereur d’Annam, Bảo Đại.

- 4 décembre, France : au terme de débats d’une extrême violence, l’Assemblée nationale vote une loi sur la « défense de la République et de la liberté du travail ».

- 9 décembre, France : le Comité central de grève constitué par les fédérations CGT ordonne la reprise du travail.

- 10 décembre[1] : Kwame Nkrumah, invité à prendre la direction de la United Gold Coast Convention, rentre au pays après douze ans d’absence.

- 13 décembre : le Tanganyika est sous la tutelle des Nations unies[2].

- 15 décembre : la Sarre est détachée politiquement de l’Allemagne. La politique étrangère et la défense seront prises en charge par la France.

- 17 décembre : 
  - les tribunaux britanniques statuent que l'usage d'appareils contraceptifs peut justifier une demande en annulation de mariage.
  - Premier vol du prototype de bombardier américain Boeing XB-47 Stratojet.

- 19 décembre, France : scission au sein de la CGT entre une majorité proche du PCF et conduite par Benoît Frachon et une minorité réformiste conduite par Léon Jouhaux. Encouragés et aidés financièrement par les syndicats américains, les minoritaires fondent la CGT-Force Ouvrière. C'est l'irruption de la guerre froide dans le monde syndical.

- 29 décembre : Byron Ingemar Johnson devient premier ministre de la Colombie-Britannique.

- 30 décembre : abdication du roi Michel Ier de Roumanie et proclamation de la République populaire roumaine.

## Naissances
- 1er décembre :
  - Alain Bashung, poète, auteur-compositeur, et comédien français d'origines bretonne et algérienne († 14 mars 2009).
  - René Malleville, personnalité médiatique français.
  - Tahar Ben Jelloun, écrivain et poète franco-marocain.
- 3 décembre : Christophe Dufour, évêque catholique français, archevêque coadjuteur d'Archidiocèse d'Aix-en-Provence.
- 4 décembre : Andy LaVerne, pianiste de jazz américain.
- 5 décembre : Jugderdemidiin Gurracha, spationaute mongol.
- 6 décembre : Henk van Woerden, écrivain et peintre néerlando-sud-africain († 16 novembre 2005).
- 8 décembre : 
  - Gérard Blanc, chanteur français († 25 janvier 2009).
  - Francis Huster, comédien français.
- 11 décembre : Marc Quaghebeur, écrivain belge.
- 12 décembre : Kailash Purryag, homme d'État mauricien († 21 juin 2025).
- 15 décembre : Guy Le Meaux, peintre français.
- 18 décembre : Jean Musy, Compositeur français († 27 avril 2024).
- 20 décembre : Jean-Pierre Descombes, animateur de télévision français († 30 juin 2024).
- 21 décembre : Paco de Lucía, guitariste espagnol.
- 23 décembre : Henri Duvillard, skieur français.
- 26 décembre : Joe Comartin, avocat syndical et homme politique canadien.
- 27 décembre : 
  - Mickey Redmond, joueur de hockey sur glace de la Ligue nationale de hockey.
  - Abdallah Naaman, écrivain, historien et universitaire libanais.
- 31 décembre : 
  - Tim Matheson acteur, réalisateur et producteur américain.
  - Rita Lee, chanteuse brésilienne et multi-instrumentiste de pop-rock († 8 mai 2023).

## Décès
- 1er décembre : Aleister Crowley, 72 ans, écrivain et occultiste britannique (° 1875).
- 7 décembre : Tristan Bernard, écrivain français. (° 1866, 81 ans).
- 10 décembre : Pierre Petit de Julleville, 71 ans, cardinal français, archevêque de Rouen. (° 22 novembre 1876).
- 13 décembre : Nicolas Roerich, peintre russe (° 9 octobre 1874).
- 18 décembre : Ernesto Aurini, 74 ans, peintre, photographe, dessinateur et caricaturiste italien (° 3 mai 1873).
- 28 décembre : Leonard Percy de Wolfe Tilley, premier ministre du Nouveau-Brunswick.
- 30 décembre : Han van Meegeren, peintre néerlandais (° 10 octobre 1889).